# Wereldkampioenschappen schermen 1950
De 6de wereldkampioenschappen schermen werden gehouden in Monte Carlo, Monaco, in 1950. De organisatie lag in de handen van de FIE.

## Resultaten

### Mannen
| Onderdeel   | Goud                                                                                                 | Goud       | Zilver                                                                                     | Zilver    | Brons | Brons     |
| ----------- | --- | ---------- | ------------------------------------------------------------------------------------------ | --------- | --- | --------- |
| Degen       | |            |                                                                                            |           | |           |
| Individueel | Mogens Lüchow                                                                                        | Denemarken | Carl Forssell                                                                              | Zweden    | Dario Mangiarotti                                                                                        | Italië    |
| Ploegen     | Giorgio Anglesio Giuseppe Delfino Edoardo Mangiarotti Dario Mangiarotti Fiorenzo Marini Carlo Pavesi | Italië     | René Bougnol Jéhan de Buhan Henri Guérin Maurice Huet Claude Nigon Michel Pécheux          | Frankrijk | Ingemar Bondeson Per Carleson Sven Fahlman Carl Forssell Berndt-Otto Rehbinder Nils Rydström             | Zweden    |
| Floret      | |            |                                                                                            |           | |           |
| Individueel | Renzo Nostini                                                                                        | Italië     | Jéhan de Buhan                                                                             | Frankrijk | Jacques Lataste                                                                                          | Frankrijk |
| Ploegen     | Manlio Di Rosa Edoardo Mangiarotti Alessandro Mirandoli Renzo Nostini Giorgio Pellini Saverio Ragno  | Italië     | René Bougnol Jéhan de Buhan Christian d'Oriola Jacques Lataste Adrien Rommel Claude Netter | Frankrijk | Osmane Abdel Hafiz Salah Dessouki Roland Steinauer Hassan Hosni Taoufik Mahmoud Younes Mohamed Zoulficar | Egypte    |
| Sabel       | |            |                                                                                            |           | |           |
| Individueel | Jean Levavasseur                                                                                     | Frankrijk  | Vincenzo Pinton                                                                            | Italië    | Gastone Daré                                                                                             | Italië    |
| Ploegen     | Gastone Darè Arturo Ferrando Roberto Ferrari Aldo Montano Vincenzo Pinton Mauro Racca                | Italië     | Jacques Lefèvre Jean Levavasseur Jean Parent Maurice Piot Jean-François Tournon            | Frankrijk | Ahmed Abou-Shadi Salah Dessouki Mohamed Abdel Rahman Roland Steinauer Mahmoud Younes Mohamed Zulficar    | Egypte    |

### Vrouwen
| Onderdeel   | Goud                                                                            | Goud       | Zilver                                                               | Zilver     | Brons                                                                                       | Brons               |
| ----------- | ------------------------------------------------------------------------------- | ---------- | -------------------------------------------------------------------- | ---------- | ------------------------------------------------------------------------------------------- | ------------------- |
| Floret      |                                                                                 |            |                                                                      |            |                                                                                             |                     |
| Individueel | Ellen Müller-Preis                                                              | Oostenrijk | Renée Garilhe                                                        | Frankrijk  | Frederike Filz                                                                              | Oostenrijk          |
| Ploegen     | Jacqueline Baudot Odette Drand Renée Garilhe Françoise Guittet Lylian Guyonneau | Frankrijk  | Solveig Jørgensen Edith Knudsen Kate Mahaut Grete Olsen Ulla Barding | Denemarken | Elizabeth Carnegy Arbuthnott Caroline Drew Mary Glen Haig Gillian Sheen Margaret Somerville | Verenigd Koninkrijk |

## Medaillespiegel
| Plaats | Land                | Goud | Zilver | Brons | Totaal |
| 1      | Italië              | 4    | 2      | 2     | 8      |
| 2      | Frankrijk           | 2    | 4      | 1     | 7      |
| 3      | Denemarken          | 1    | 1      | 0     | 2      |
| 4      | Oostenrijk          | 1    | 0      | 1     | 2      |
| 5      | Zweden              | 0    | 1      | 1     | 2      |
| 6      | Egypte              | 0    | 0      | 2     | 2      |
| 7      | Verenigd Koninkrijk | 0    | 0      | 1     | 1      |
| Totaal | Totaal              | 8    | 8      | 8     | 24     |

1937 · 1938 · 1947 · 1948 · 1949 · 1950 · 1951 · 1952 · 1953 · 1954 · 1955 · 1956 · 1957 · 1958 · 1959 · 1961 · 1962 · 1963 · 1965 · 1966 · 1967 · 1969 · 1970 · 1971 · 1973 · 1974 · 1975 · 1977 · 1978 · 1979 · 1981 · 1982 · 1983 · 1985 · 1986 · 1987 · 1988 · 1989 · 1990 · 1991 · 1992 · 1993 · 1994 · 1995 · 1997 · 1998 · 1999 · 2000 · 2001 · 2002 · 2003 · 2004 · 2005 · 2006 · 2007 · 2008 · 2009 · 2010 · 2011 · 2012 · 2013 · 2014 · 2015 · 2016 · 2017 · 2018 · 2019 · 2022 · 2023